# 蟹江町立学戸小学校
蟹江町立学戸小学校（かにえちょうりつ がくとしょうがっこう）は、愛知県海部郡蟹江町にある公立小学校。 
1979年（昭和54年）4月に蟹江町立蟹江小学校のマンモス校化を解消するために開校した。蟹江町に「学戸」という地名は存在しないが、この学校周辺の一帯をこのように呼んでいたためである。学校の東側には、蟹江町役場、蟹江町中央公民館、蟹江町体育館などの公共施設が集まっている。

## 歴史

### 年表
- 1979年（昭和54年）4月1日 - 蟹江町立蟹江小学校から分離されて蟹江町立学戸小学校が開校。
- 1986年（昭和61年）5月 - 「学戸の森」ができる。
- 1996年（平成8年）6月 - ゲンジボタルの人工飼育が始まる。

### 児童数の変遷
『愛知県小中学校誌』（2018年）によると、児童数の変遷は以下の通りである。
| 1979年（昭和54年） | 529人 |  |
| 1987年（昭和62年） | 459人 |  |
| 1997年（平成9年）  | 480人 |  |
| 2007年（平成19年） | 556人 |  |
| 2017年（平成29年） | 508人 |  |

## 特徴

### はだし教育
1986年度（昭和61年度）からはだし教育が行われており、運動場での活動は裸足を選択することができる。校内でも裸足を選択することができ、上履きとして畳表の草履（草履は学校指定の販売店で購入）をはいて生活することもできる。屋内外ともに裸足を強制されることはなく、屋外では靴を、屋内では他校でも使用されているバレーシューズを履く児童もいる。はだし教育を行うことから、年に数回は全児童が参加する運動場の石拾いを行っている。全国的に見てはだし教育が珍しいことから、かつて校内の様子などがテレビで取り上げられたことがあり、当時の放送内容をおさめたビデオが校内に保管されている。

### ビオトープ
ビオトープが2000年（平成12年）に完成。生き物とのふれあいに活用されている。

### 田んぼ
2002年（平成14年）に学校敷地内南側（学校の敷地と学校をほぼ囲むように流れている用水路）の近くに完成。田植えなど稲の生長を授業に活用している。

### 学戸の森
1986年（昭和61年）に都市部の公立学校では珍しく、小規模ではあるが「学戸の森」が登場。ホタル育成を行うようになってからは小川ができた。